# Coelioxys alatus
Coelioxys alatus је врста инсекта из реда опнокрилаца - Hymenoptera, породице Megachilidae.

## Распрострањеност
Ова врста има Палеарктичко распрострањење. Ареал врсте је од Белгије на западу, па до Сибира на истоку. C. alatus је забележена и у Србији. Насељава шумска станишта, али и паркове и баште.

## Опис
Величина ове пчеле је избеђу 10-13мм са изражено суженим задњим дело тела. Тело је смеђе и длакаво, са жутим тракама.

## Синоними
- Coelioxys montandoni Gribodo, 1884